# ناز برور قادين
ناز برور قادين (12 يونيو 1870 - 9 مارس 1929؛ اسم الميلاد الأميرة إيمين روكي وتعنى "مربي النعمة") كانت الزوجة الرابعة للسلطان محمد الخامس، وأم ريفيا سلطان الدولة العثمانية.

## حياتها ودراستها
ولدت ناز برور قادين في 12 يونيو 1870 في بشكطاش، إسطنبول، إلى عائلة أميرية أبخازية. ولدت إيمين سيكوتوا، وهي ابنة الأمير إسماعيل سيكوتوا، وزوجته الأميرة علي دزيابس-لبا، ابنة الأمير محمود دزيابس-لبا، ومن ثم ابنة أختية دورونيف قادن وزوجة السلطان عبد العزيز الأول. من خلال والدها، كانت قريبة من بيسند هانم، زوجة السلطان عبد الحميد الثاني، وميهري موسفيك هانم، الرسام التركي الشهير.
في سن الرابعة إيمين وشقيقتها بهي هانم، تم نقلهما إلى إسطنبول، حيث تم تسليمهما إلى محكمة السلطان العثماني وتم إعطاؤهما رعاية دورونيف كادن. أعيدت تسميتها نازبيرفر وأعطيت تعليما في تركيا في قسم الحريم بالقصر. كما كانت تدرس اللغة الفرنسية من قبل عمتها. وكانت أيضا واحدة من شهود قتل السلطان عبد العزيز. بعد وفاة عبد العزيز هي وعمتها، استقروا في قصور فرعية.

## زواجها من محمد
عشاء ليلة واحدة في قصر فيري، تقدم محمد ريساد إلى نازبيرفر، وتزوجا في عام 1888 في قصر فيلياد. بعد عام من الزواج، ولدت ابنتها الوحيدة، ريفيا سلطان، ولكن الفتاة توفيت في مرحلة الطفولة. خلال الحرب العالمية الثانية، أسست منظمة باسم إستيهلاك - ميلي.
عند وفاة دوروادن قادن، رُفعت ناز برور قادين إلى رتبة الزوجة الثالثة. كان عدم وجود أطفال لها في حياتها أثر كبير عليها، على الرغم من أن السلطان تعامل بكرم كبير، وهكذا عاشت حياتها في هذه الأزياء بدائية نوعا ما. وزارتها أيضا صفية أونوفار، معلمة في مدرسة القصر. وبعد وفاة محمد في عام 1918، انتقلت نازبيرفر إلى فانيكوي.

## وفاتها ودفنها
توفت ناز برور قادين في 9 مارس 1929 في فانيكوي، أسكدار، ودفنت في الضريح الملكيل ليحيى افندي، إسطنبول.